# Пісочник малий

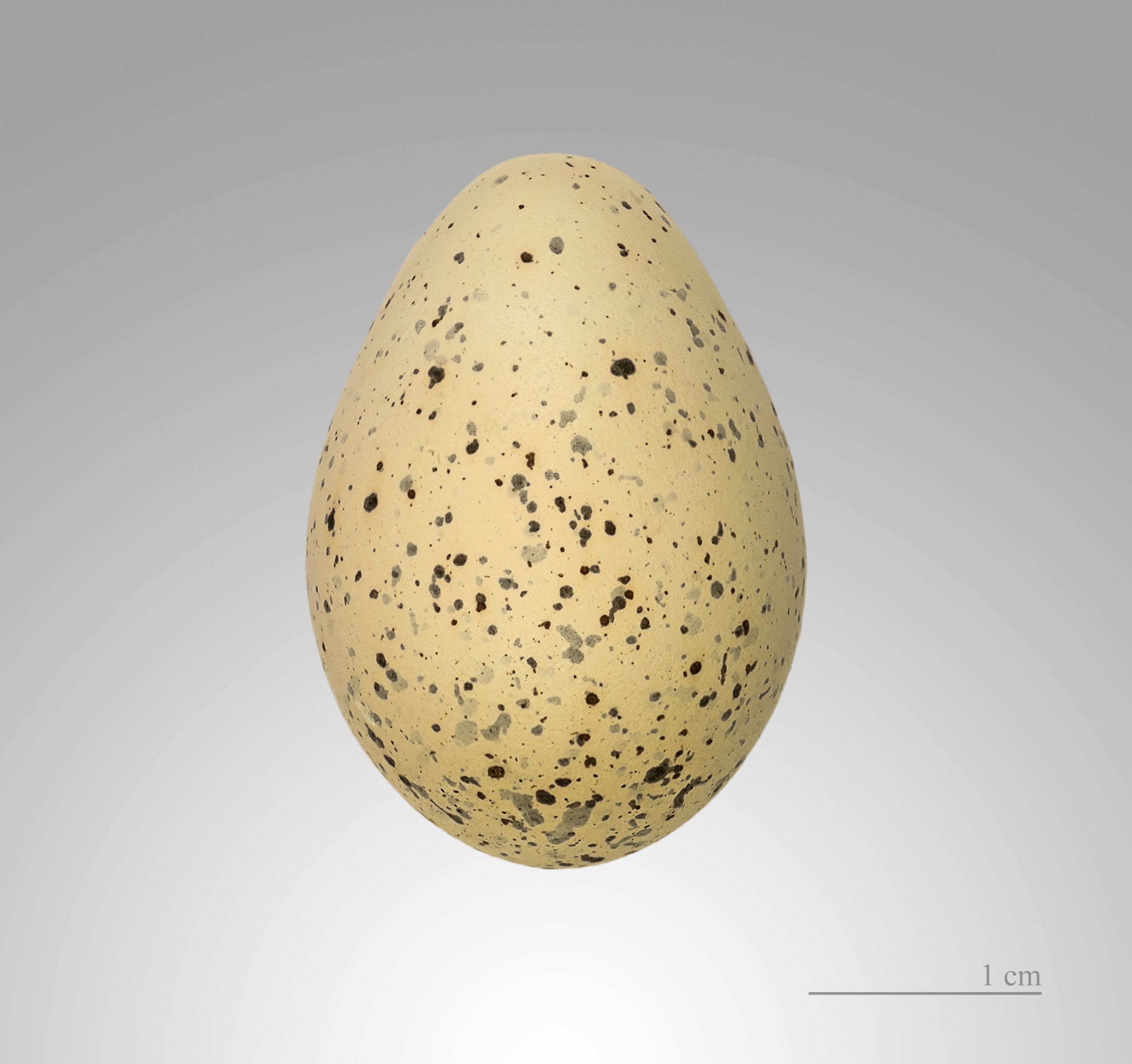
Charadrius dubius

Пісо́чник мали́й або зуйо́к мали́й (Charadrius dubius), цівкун малий — прибережний птах ряду сивкоподібних. Один з 5-ти видів роду у фауні України. В Україні — гніздовий, перелітний птах.

## Зовнішній вигляд
Невеликий птах, трохи більший за горобця, вагою — 40-45 грамів, 15 см завдовжки. З коротким дзьобом і недовгими ногами. Забарвлення верхньої сторони тіла — буро-сіре, нижньої — біле. На волі є поперечна смуга чорного кольору. Тім'я — чорнувате, на лобі — широка чорна смуга, обмежена зверху тонкою білою смугою, проходить через обведені жовтою облямівкою очі. На шиї чітко видно чорний нашийник. Крило однобарвне, без білої смуги. Колір ніг — сіро-червоний.
Молоді птахи — без білої смуги над оком.

### Голос
Голос — приємний тремтячий свист, який інколи передають як «кюль-кюль-кюль-кюль». Також описують голос пісочника як гучне «пі-о» з низхідною інтонацією. У польоті птах видає дзвінке «грі-грі-грі». Під час токування виконує мелодійні трелі.

## Поширення
Ареал малого пісочника — від Португалії і південної Скандинавії до Сахаліну і Японії, на півдні зустрічається до Північної Африки і Індокитаю. Перелітний птах. Зимує в південних частинах Європи і Азії та в Африці.

## Спосіб життя
Пісочник малий мешкає на піщаних або галькових узбережжях річок і озер, інколи — далеко від води. Може підніматися високо в гори і гніздитися в передгір'ях.
Коли весна рання, прилітає на місця гніздування в середині квітня. Зазвичай — в кінці квітня або на початку травня. Незабаром після прильоту пісочники починають токування, яке триває весь травень, а інколи і до кінця червня. Відкладати яйця самки починають в червні. Гніздо будують на землі. Воно являє собою неглибоку ямку в піску або гальці без підстилки. Кладка складається з 4-х, інколи — 5-ти яєць конусоподібної форми. Забарвлення яєць — бірюзово-блакитне (в свіжих) або зеленувато-пісочне (в насиджених) з чорно-бурими плямочками і крапками. Розміри яєць: 28-31 на 21-23 мм. Насиджування починається з відкладання першого яйця і продовжується 23-26 діб. В кінці червня-липні з'являються пташенята.
Малий пісочник швидко бігає короткими перебіжками, стрімко літає з різкими поворотами — зазвичай низько над землею.
Харчується пісочник комахами і їх личинками, черв'яками.
Відлітати в теплі країни пісочники починають в кінці липня і продовжують в серпні — першій половині вересня.